# Onthophagus procurvus
Onthophagus procurvus là một loài bọ cánh cứng trong họ Bọ hung (Scarabaeidae).